# Konsagara, Molakalmuru
Konsagara là một làng thuộc tehsil Molakalmuru, huyện Chitradurga, bang Karnataka, Ấn Độ.